# Mai tứ quý

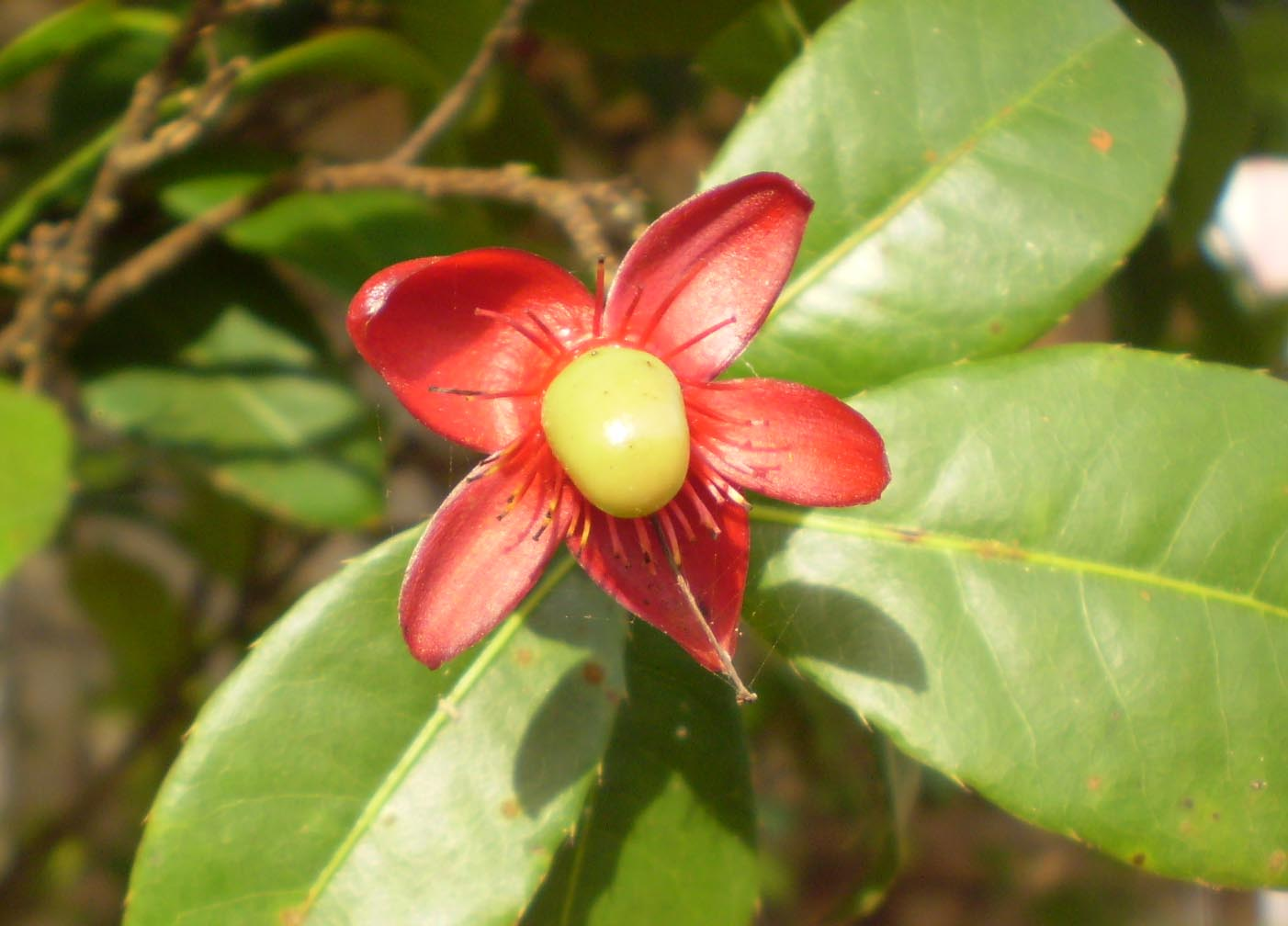
Hoa mai tứ quý nở đợt hai màu đỏ và có hạt

Mai tứ quý (danh pháp hai phần: Ochna serrulata) là một loại hoa mai có hoa màu vàng thuộc chi Ochna của họ Ochnaceae, còn được gọi là nhị độ mai, tức mai nở hai lần, trước vàng (cánh hoa) sau đỏ (lá đài). Loại này nở hoa quanh năm, tùy theo đặc trưng của từng dạng mai, có tên gọi khác nhau, nó có nguồn gốc từ Nam Phi. Mai tứ quý Việt Nam cao khoảng 2-3m, còn những loài mai tứ quý ở Thái Lan và một số nước khác thuộc châu Á thì có thể cao đến 8m, hoa có đường kính khoảng 4 cm. Cây ra hoa từ tháng 2 đến tháng 5 DL, có trái từ tháng 4 đến tháng 6. Người ta có thể nhân giống mai tứ quý bằng hạt, chiết cành hoặc giâm cành.
Trên thế giới có nhiều loài mai vàng, đài hoa đỏ giống như mai tứ quý Việt Nam nên "mai tứ quý" nói chung có những tên khoa học khác nhau: Ochna atropurpurea; Ochna atropurpurea DC; Ochna integerrima; Ochna serrulata...
Người nước ngoài thường gọi mai tứ quý là "cây chuột Mickey" (Mickey-mouse plant), vì họ liên tưởng đài hoa đỏ và trái đen giống như gương mặt và chiếc quần của con chuột nổi tiếng này (chuột trong phim hoạt hình)
Mai tứ quý Việt Nam thường có hai tầng cánh, còn mai Mỹ chỉ có một tầng cánh, lá màu xanh đậm. Chúng sống trong môi trường có độ ẩm vừa phải, đất nhiều mùn và có ánh sáng từ 30 đến 50% .

## Đặc tính
Thường trên cây mai tứ quý hoa màu vàng, hoa nở lần đầu có 5 cánh màu vàng, các cánh hoa rơi rụng rồi năm đài hoa đổi thành màu đỏ, úp lại ôm lấy nhụy, trông giống như nụ hoa vừa nhú. Nhụy bên trong kết hạt rồi hạt to dần, đẩy 5 đài hoa bung ra trông như hoa mai đỏ vừa nở. Hạt ở giữa các cánh hoa có màu xanh khi còn non và đổi sang màu đen khi già.
Mai tứ quý là loại cây trồng làm cảnh lá xanh quanh năm, rất ít bị sâu bênh, vừa chịu nắng tốt lại có thể sống được nơi ít nắng và có thể xén cành để tạo thành hình cầu, hình nón, hình chóp hoặc để tự nhiên. Đây là loại cây có sức sống tốt, thích hợp trồng trang trí sân vườn nơi công cộng cũng như tư gia. Mai tứ quý vừa là loại cây trồng trang trí nhưng khi trồng lâu năm sẽ trở thành mai cổ thụ có giá trị, đặc điểm của mai tứ Quý là hay được dân chơi cây cảnh cắt cành nhỏ để lại các tay cành to và ghép các giống mai khác vào, đặc biệt hay được ghép nhiều nhất là ghép cúc thọ hương và mai giảo thủ đức, đặc điểm của cây sau ghép phát triển rất mạnh, nhanh cho ra hoa cành tốt tươi sau 7-10 tháng ghép. 

## Hình ảnh

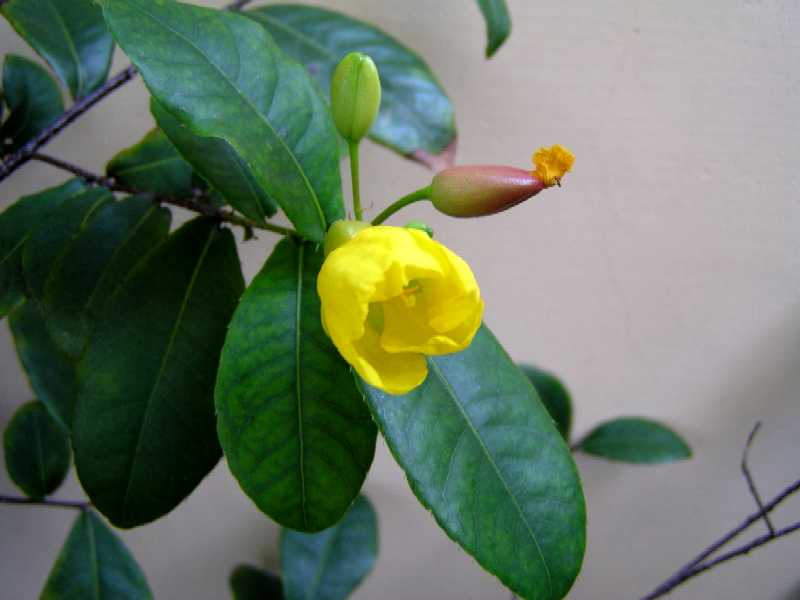
26/5
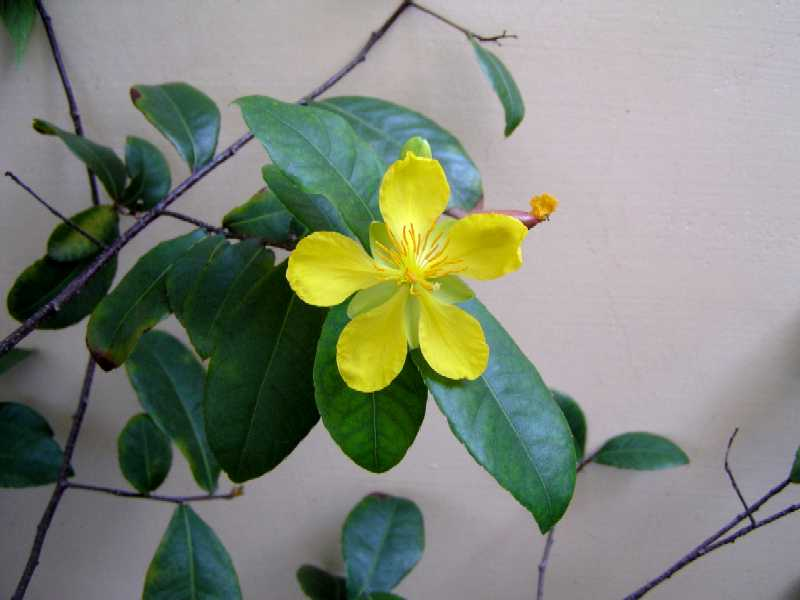
26/5
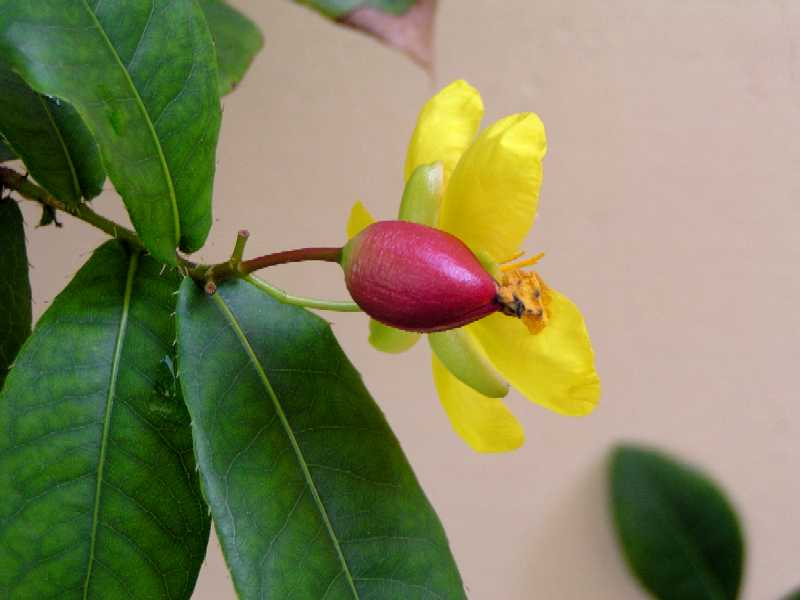
1/6
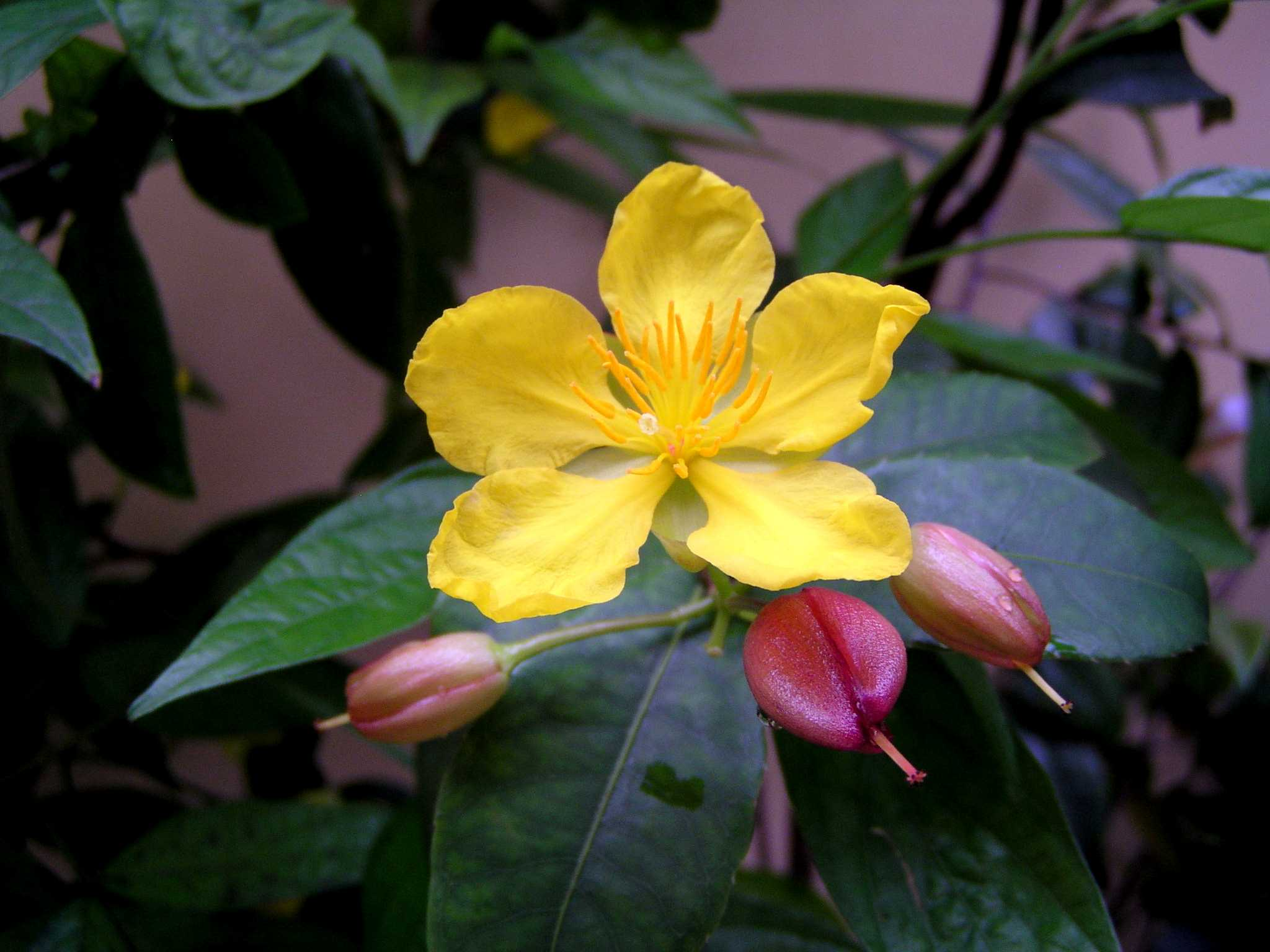
13/6
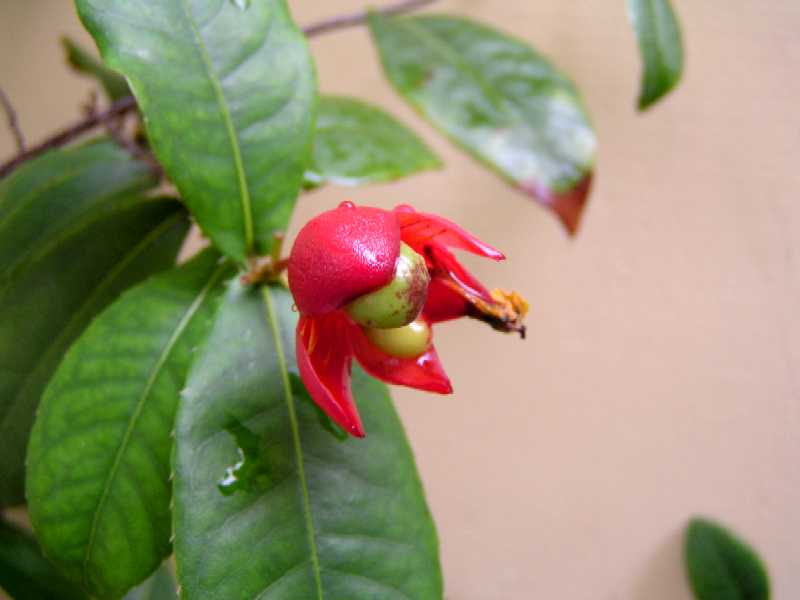
6/6
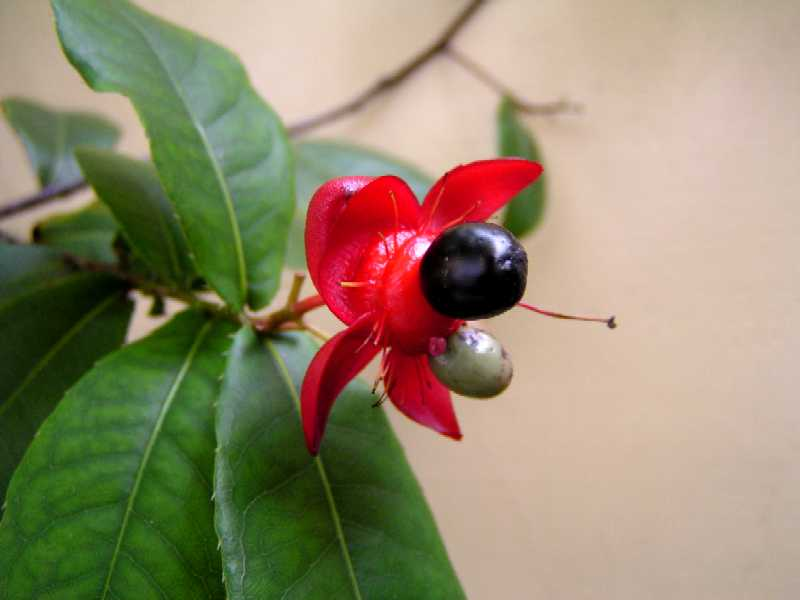
15/6
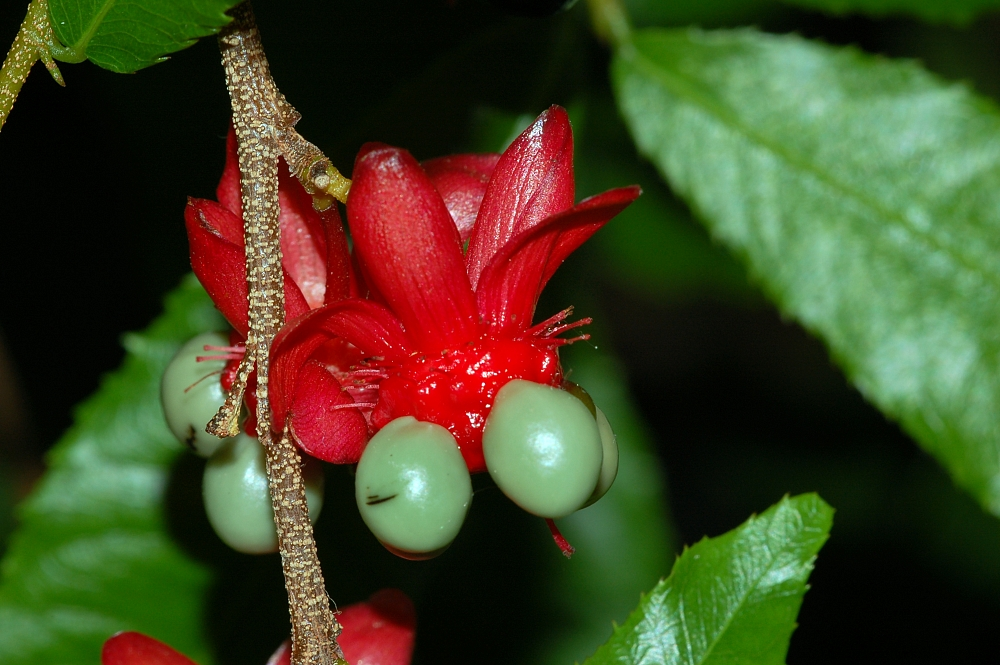
9/6
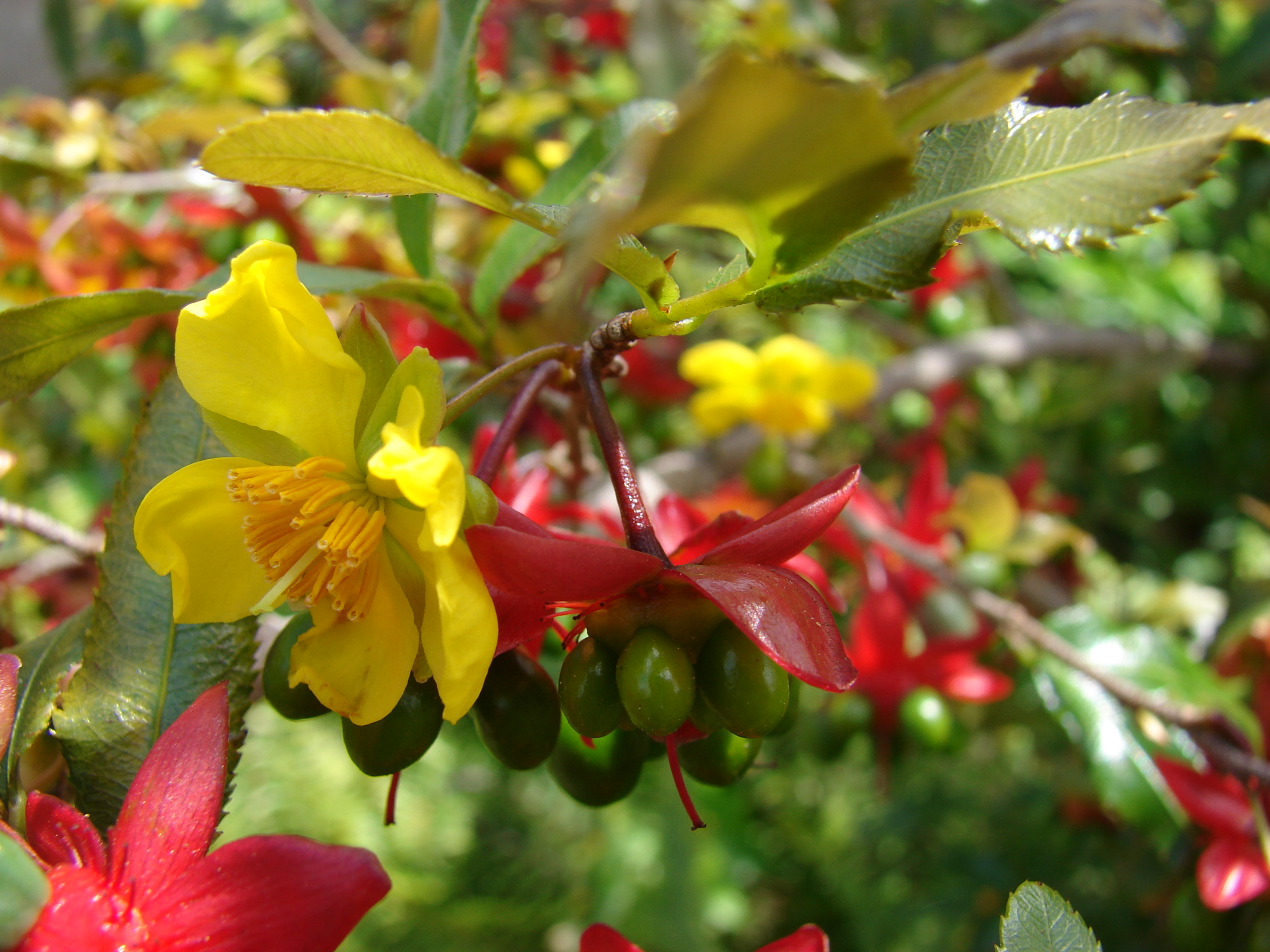
13/3
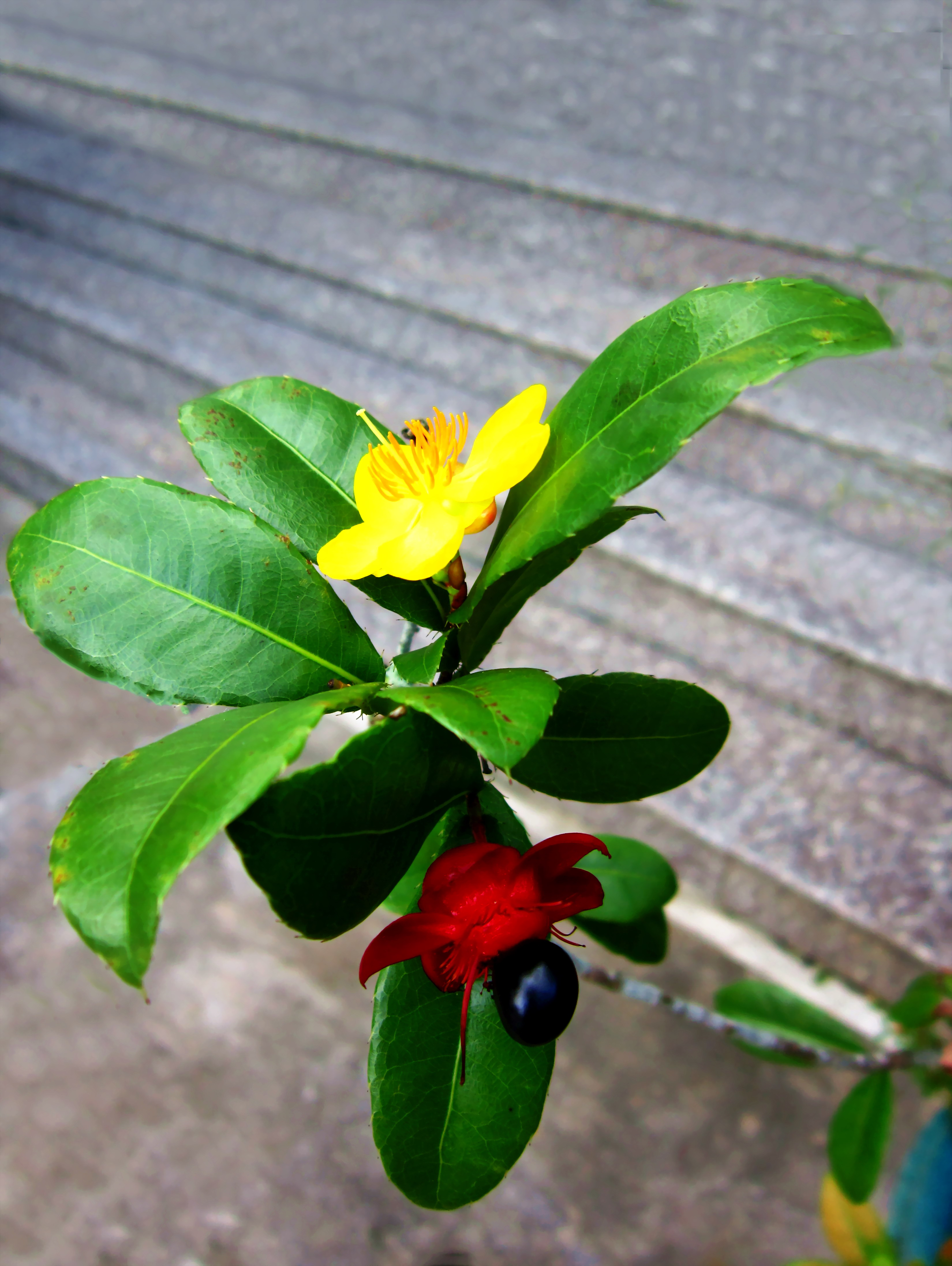
Hoa mai tứ quý
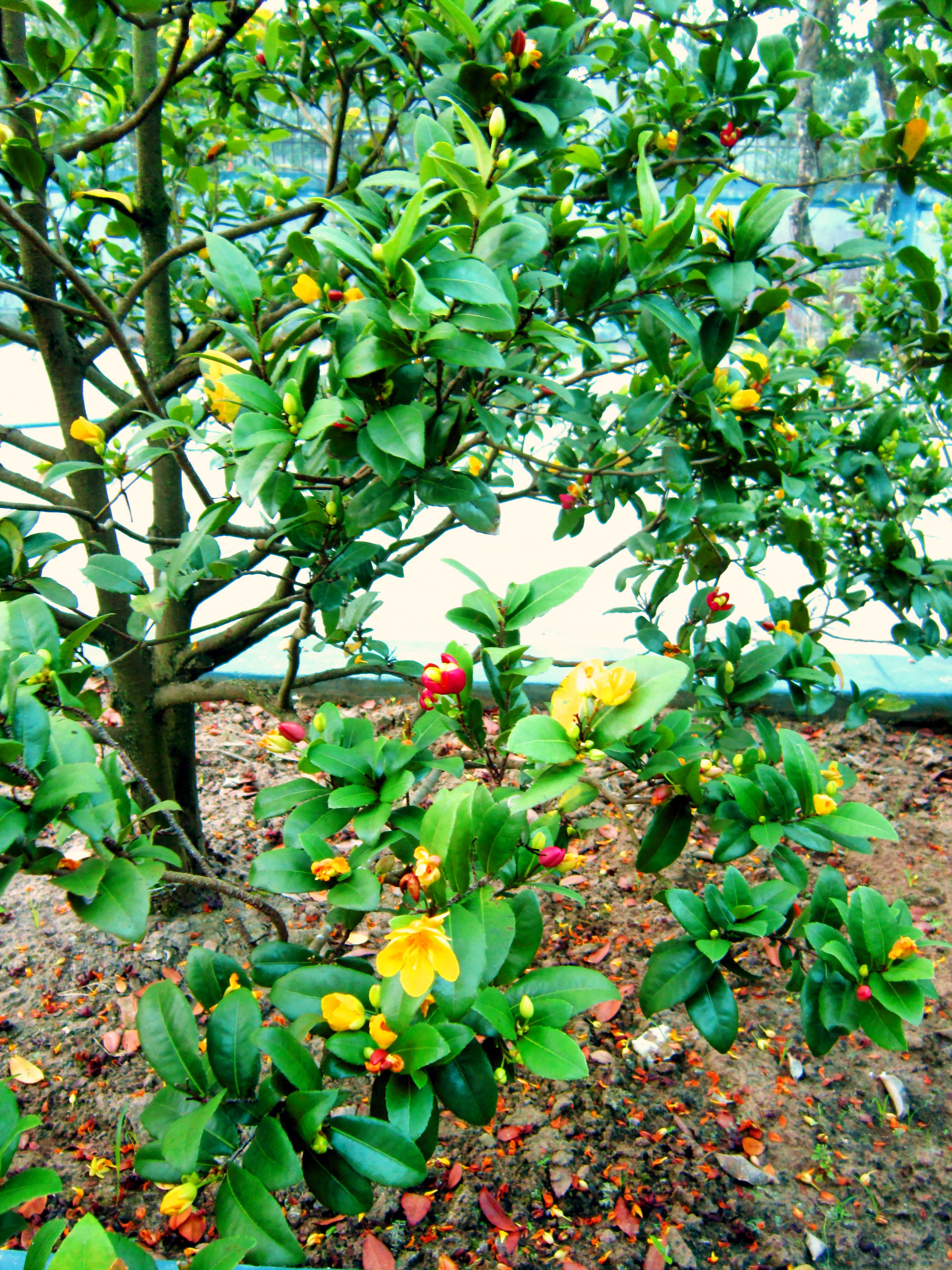
Một cây mai tứ quý
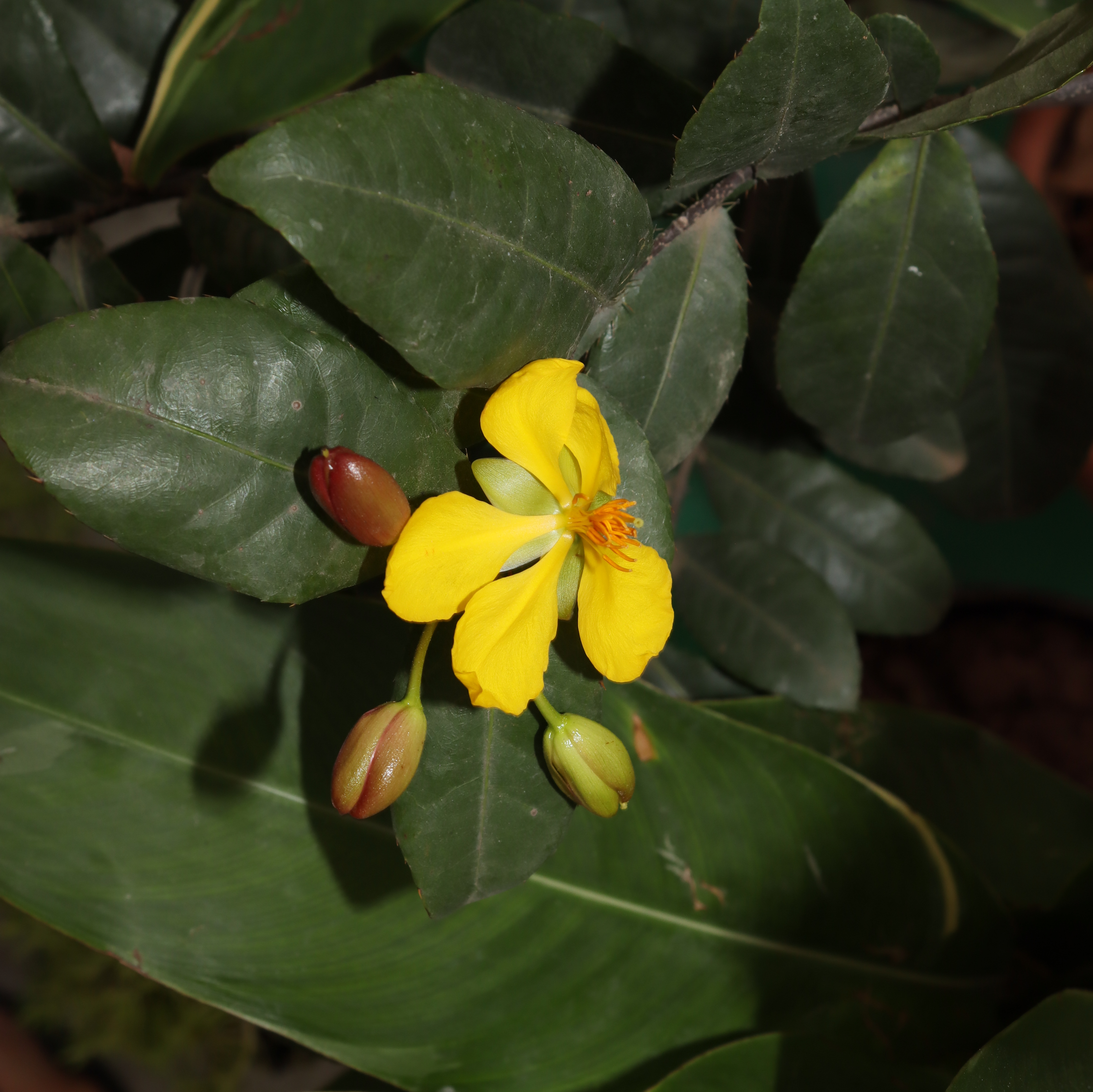
Hoa và quả mai tứ quý